# RoboBlitz
RoboBlitz is een third-person computerspel voor Microsoft Windows en Xbox 360. Het is ontwikkeld door Naked Sky Entertainment en uitgegeven door Valve Software Corporation (Windows) en Microsoft Game Studios (Xbox 360). Het is uitgebracht op 7 november 2006 voor Windows via Steam en op 6 december 2006 voor Xbox 360. Het is beschikbaar voor 1200 Microsoft Points op Xbox Live Arcade of voor $15 voor de PC.
Het spel werd genomineerd voor de Seumas McNally Grand Prize 2007 en de Excellence in Visual Art-prijs van het Independent Games Festival.

## Gameplay
De speler speelt Blitz, een onderhoudsrobot die tegen vijanden kan vechten met verbeterbare wapens en speciale krachten. Deze kan Blitz verkrijgen met behulp van 'Upgradium' dat in de levels te vinden is. In het spel komen veel puzzels voor die vaak op meerdere manieren opgelost kunnen worden. Het spel bevat een natuurkundige simulatie wat de speler meer mogelijkheden geeft om een situatie op te lossen.

## Ontwikkeling
RoboBlitz werd ontwikkeld in opdracht van Intel als demonstratie van de technische capaciteiten (tech demo) van een dual-core processor. Later heeft Naked Sky Entertainment het omgebouwd naar een volwaardig spel voor de Xbox 360 en de PC. De tech demo werd ontwikkeld in een periode van acht weken en het bestond uit 1 level. De doorontwikkelde 'spelversie' van RoboBlitz bestaat uit 19 levels.
RoboBlitz maakt gebruik van ProFX, middleware voor procedurele texturen, dat ontwikkeld is door Allegorithmic. Deze technieken zorgen ervoor dat het spel weinig ruimte inneemt: het spel was minder dan 50 MB groot via Xbox Live Arcade. Het spel gebruikt procedurele animatie voor het animeren van de personages.
Het is een van de eerste uitgebrachte spellen die gebruikmaakt van Unreal Engine 3. Hierdoor werd het spel gebruikt door ontwikkelaars van mods als ontwikkelplatform voor spellen die later uitgebracht werden.